# Medalles del Cercle d'Escriptors Cinematogràfics de 1952
La cerimònia de lliurament de les medalles del Cercle d'Escriptors Cinematogràfics de 1952 va tenir lloc el 29 de gener de 1953. Va ser el vuitè lliurament de aquestes medalles atorgades per primera vegada set anys abans pel Cercle d'Escriptors Cinematogràfics (CEC). Els premis tenien per finalitat distingir als professionals del cinema espanyol pel seu treball durant l'any 1952. En aquesta ocasió la cerimònia es va desdoblegar en dos actes: una projecció al Cinema Rialto seguida d'un sopar a l'Hotel Emperador. Es van concedir medalles en les mateixes quinze categories de l'edició anterior. A més, en una d'elles es va lliurar un premi especial addicional.
La gran triomfadora de la nit va ser la pel·lícula Los ojos dejan huellas, que va guanyar cinc medalles: millor pel·lícula, director, guió, actriu secundària i fotografia.

## Llista de medalles
| Categoria                    | Premiat                            | Labor premiada         |
| ---------------------------- | ---------------------------------- | ---------------------- |
| Millor pel·lícula            | Los ojos dejan huellas             | pel·lícula             |
| Millor director              | José Luis Sáenz de Heredia         | Los ojos dejan huellas |
| Millor actriu principal      | María Jesús Valdés                 | La laguna negra        |
| Millor actor principal       | Jesús Tordesillas                  | El andén               |
| Millor actriu secundària     | Emma Penella                       | Los ojos dejan huellas |
| Millor actor secundari       | Félix Fernández                    | Labor de conjunto      |
| Millor fotografia            | Manuel Berenguer                   | Los ojos dejan huellas |
| Millor música                | Jesús García Leoz                  | La laguna negra        |
| Millors decorats             | Enrique Alarcón                    | Sor intrépida          |
| Millor argument original     | Rafael J. Salvia                   | El Judas               |
| Millor guió                  | Carlos Blanco                      | Los ojos dejan huellas |
| Millor labor literària       | Alfonso Sánchez                    |                        |
| Millor pel·lícula estrangera | Justicia cumplida                  | pel·lícula             |
| Premio Jimeno                | César Fernández Ardavín (Director) | La llamada de África   |
| Millor labor periodística    | Pío García Viñolas                 |                        |

## Premi especial
Per tercer any consecutiu, es va concedir un premi especial a l'actor portugués Antonio Vilar, aquest cop per la seva interpretació a El Judas.